# Lame de fond (téléfilm)
Pour les articles homonymes, voir Lame de fond.
Pour plus de détails, voir Fiche technique et Distribution.
Lame de fond est un téléfilm franco-belge réalisé en 2022 par Bruno Garcia d'après un scénario de Fabienne Lesieur et Victor Pavy, et diffusé pour la première fois en Belgique sur La Une le 4 avril 2023.
Cette fiction est une production de Ryoan, France Télévisions, Be-FILMS et la RTBF (télévision belge),,,, réalisée avec la participation de la Radio télévision suisse (RTS) et de TV5 Monde.

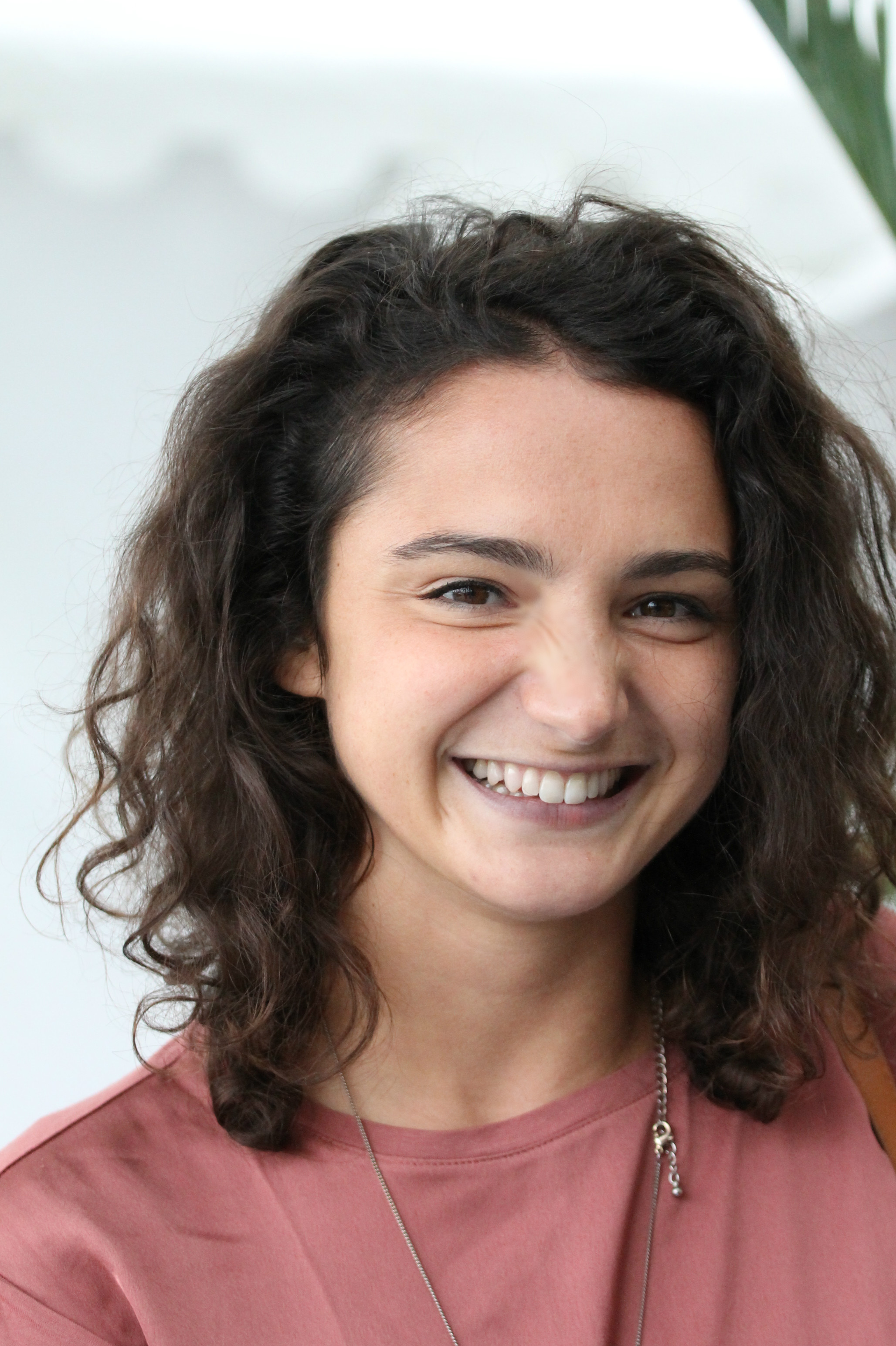
Pauline Bression.

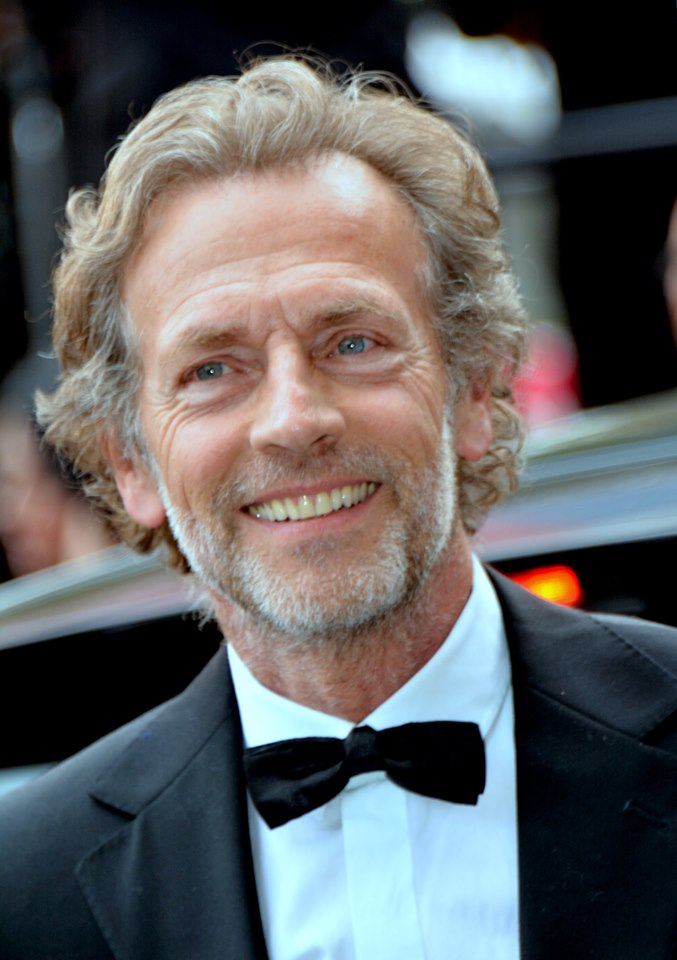
Stéphane Freiss.

## Synopsis
Le cinéaste britannique Owen Flemming, qui a passé sa jeunesse à Dinard, est de retour dans cette ville pour présenter son dernier film au festival du cinéma britannique.
Son corps est retrouvé dans l'eau au pied d'un viaduc piétonnier : le légiste révèle qu'il ne s'est pas noyé mais est mort durant sa chute.
La capitaine Élise Vignon est chargée de l'enquête dans cette affaire qui semble liée à un naufrage survenu 20 ans plus tôt, lors duquel la sœur de Flemming, alors adolescente, avait perdu la vie : il se fait que la sœur aînée de la capitaine Vignon était également présente à bord de ce bateau, avec les Flemming et plusieurs autres jeunes, et souffre depuis lors d'une amnésie qui a effacé tous les souvenirs du naufrage et des mois qui l'ont précédé.

## Fiche technique
- Titre français : Lame de fond
- Réalisation : Bruno Garcia[2],[3],[4],[5]
- Scénario : Fabienne Lesieur et Victor Pavy[2],[3],[4]
- Musique : Fabien Cahen
- Décors : Valériane Friederich
- Costumes : Sandrine Bernard
- Maquillage : Sabrina Bernard
- Photographie :
- Son : Didier Leclerc
- Montage : Nicolas Pechitch
- Production : Thomas Viguier[2],[3], Stéphane Guéniche
- Sociétés de production : Ryoan, France Télévisions, Be-FILMS et la RTBF[1],[2],[3]
- Pays de production :  France /  Belgique[1]
- Langue originale : français
- Format : couleur
- Genre : film policier[3]
- Durée : 90 minutes[1],[2],[3]
- Dates de première diffusion :
  - Belgique : 4 avril 2023 sur La Une
  - Suisse : 21 avril 2023 sur RTS Un
  - France : 22 avril 2023 sur France 2[6]

## Distribution
- Pauline Bression : capitaine Élise Vignon
- Éléonore Bernheim : Gaëlle Vignon
- Antoine Hamel : Pierrot Le Foll
- Stéphane Freiss : Hervé Riou
- Franz Lang : Arthur Riou
- Florence Muller : Sandrine Riou
- Guillaume Dolmans : Owen Flemming
- Anna Serre : Solène Riou
- Akim Omiri : Armel Bellem
- Arnaud Stephan : Yann Le Foll
- Anne-Hélène Orvelin : Agnès Vignon
- William Nadylam : Marc Spencer (Scotland Yard)

## Production

### Genèse et développement
Le scénario est de la main de Fabienne Lesieur et Victor Pavy, et la réalisation est assurée par Bruno Garcia,,,,.
La production est assurée par Thomas Viguier pour Ryoan,.

### Tournage
Le tournage se déroule du 11 octobre au 5 novembre 2022 à Dinard, en région Bretagne,,,,.

## Diffusions et audience
En Belgique, le téléfilm, diffusé le 4 avril 2023 sur La Une, est regardé par 269 576 téléspectateurs et se classe premier en termes d'audience.
En France, le téléfilm, diffusé le 22 avril 2023 sur France 2, est regardé par 4 610 000 téléspectateurs et se classe premier en termes d'audience.